# César Neira Pérez
César Neira Pérez (Cadalso de los Vidrios, 15 de diciembre de 1979) es un deportista español que compitió en ciclismo adaptado en las modalidades de ruta y pista. Ganó dos medallas en los Juegos Paralímpicos de Pekín 2008.

## Palmarés internacional
| Juegos Paralímpicos | Juegos Paralímpicos | Juegos Paralímpicos | Juegos Paralímpicos |
| Año                 | Lugar               | Medalla             | Prueba              |
| ------------------- | ------------------- | ------------------- | ------------------- |
| 2008                | Pekín (China)       | Medalla de oro      | Contrarreloj CP4    |

| Juegos Paralímpicos | Juegos Paralímpicos | Juegos Paralímpicos | Juegos Paralímpicos        |
| Año                 | Lugar               | Medalla             | Prueba                     |
| ------------------- | ------------------- | ------------------- | -------------------------- |
| 2008                | Pekín (China)       | Medalla de bronce   | Persecución individual CP4 |